# 각인의 기억
〈メジルシの記憶〉는 2003년 3월 19일 발매한 V6의 22번째의 싱글이다.

## 수록곡
1. メジルシの記憶
  - 작사：S.O.S·고바야시 나츠미, 작곡/편곡：야마구치 히로오
  - 2003년·유선 브로드 네트워크·CAN 시스템 공동 추천곡
2. screaming / 20th Century
  - 작사：mavie, 작곡：모리히로 타카시, 편곡：니시와키 타쯔야
3. メジルシの記憶(Starlight Serenade Ver.)
  - 작사：S.O.S·고바야시 나츠미, 작곡：야마구치 히로오, 편곡：마츠바라 켄
4. メジルシの記憶(KARAOKE)